# Solanum anguivi
Solanum anguivi is een 0,5–3 m hoge, stekelige, halfverhoute struik. De plant heeft dikke twijgen met talrijke, lichtgele, tot 1,5 cm lange stekels en spaarzame sterharen. De bladeren zijn afwisselend geplaatst, eirond, 5-18 cm lang met talrijke stekels. Het blad heeft tot de middennerf afgeronde, gegolfde lobben, die ook weer gelobd zijn en aan de bovenzijde spaarzaam en aan de onderzijde dicht bezet zijn met sterharen.
De plant bloeit van mei tot september. De bloemen groeien solitair of met tot zes stuks in bloemschermen in de bladoksels. De 2,5–3 cm brede, stervormige bloem bestaat uit vijf mauve, donkergeaderde kroonbladeren. De 2-3 cm grote, afgeronde vruchten zijn onrijp groengemarmerd en worden rijp glanzend geel tot bruin. De vruchten zijn giftig.
De plant komt van nature voor in Zuid-Afrika en is nu verwilderd in Zuid-Europa en in het noordwesten van Afrika. De plant komt vooral voor aan de kust in de buurt van zandstranden, wegbermen en op vuilstortplaatsen.
... · 
S. bauerianum · 
S. crispum · 
S. dulcamara (Bitterzoet) · 
S. jasminoides (Klimmende nachtschade) · 
S. lycocarpum · 
S. lycopersicum (Tomaat) · 
S. macrocarpon (Antruwa) · 
S. melongena (Aubergine) · 
S. muricatum (Pepino) · 
S. nigrum (Zwarte nachtschade) · 
S. nigrum subsp. schultesii (Beklierde nachtschade) · 
S. physalifolium (Glansbesnachtschade) · 
S. quitoense (Lulo) · 
S. sodomaeum (Sodomsappel) · 
S. sessiliflorum (Orinoco-appel) · 
S. triflorum (Driebloemige nachtschade) · 
S. tuberosum (Aardappel) · 
S. uporo (Kannibaaltomaat) · 
S. villosum (Donsnachtschade) · 
S. wendlandii (Costa Ricaanse nachtschade) · 
...